# Lublaňská opera
Lublaňská opera (slovinsky: Ljubljanska operna hiša) je operní dům v hlavním městě Slovinska Lublani. Je sídlem národního operního a baletního souboru a slouží jako národní operní divadlo. Budova divadla stojí v Župančičově ulici mezi budovami slovinského parlamentu, Národního muzea a Národní galerie. Původně v ní sídlilo Zemské divadlo (Deželno gledališče). Byla postavena v letech 1890 až 1892 v novorenesančním slohu českými architekty Janem Vladimírem Hráským a Antonínem Hrubým (mj. též autor Vinohradského divadla a Tylova divadla v Plzni). Průčelí opery je tvořeno iónskými sloupy nesoucími štít s tympanonem. Ve výklencích u vchodu stojí alegorické sochy Tragédie a Komedie od sochaře Alojze Gangla (1859–1935). Na průčelí budovy stojí busty slovinských divadelních průkopníků Ignacije Borštnika (1858-1919) a Antona Verovška (1866-1914). Obě jsou dílem akademického sochaře France Kralje. Před postavením Německého divadla (dnešní Lublaňské národní činoherní divadlo na Erjavecké ulici) v roce 1911 sloužila budova jako místo pro inscenace ve slovinštině i němčině, poté pouze ve slovinštině. Roku 1918 byl ustaven vlastní operní soubor, orchestr a baletní soubor divadla. Z důvodu nedostatku místa byla v roce 1998 vypsána veřejná soutěž na rekonstrukci a přístavbu. Zvítězil projekt architektů Jurije Kobeta a Marjana Zupanace. V zadní části opery tak vznikla velká modernistická přístavba, která na sebe upozorňuje i černou barvou, jež kontrastuje se světlou fasádou staré budovy. Plocha divadelní budovy se díky přístavbě zvětšila z 3500 na 10 500 metrů čtverečních. Slavnostní znovuotevření se uskutečnilo 10. prosince 2011.